# Frisco Kid (Film)
Frisco Kid (auch bekannt unter dem Titel Frisco, die Stadt ohne Gesetz) ist ein US-amerikanisches Westerndrama aus dem Jahr 1935 von Lloyd Bacon mit James Cagney und Margaret Lindsay in den Hauptrollen. Der Film wurde von Warner Bros. produziert.

## Handlung
Mitte des 19. Jahrhunderts machen Spider Burkes Männer einen Fehler, als sie versuchen, den Matrosen Bat Morgan zu verschleppen. Bat überwältigt seine Angreifer und schickt sie an seiner Stelle aufs Meer. In San Francisco trifft er auf Shanghai Duck, einem Mann, der seinen Lebensunterhalt damit verdient, Männer als Matrosen an Schiffe zu verkaufen, die nach China fahren. Es kommt zu einem Kampf, bei dem Bat Duck tötet. Der Zeitungsredakteur Charles Ford, der den Kampf miterlebt, gratuliert Bat zu seinem Sieg in einem unfairen Kampf und der Tötung eines berüchtigten Verbrechers. Beeindruckt bietet der Barbesitzer Paul Morra Bat einen Job an. Unter dem Schutz des Politikers James Daley wiegelt der ehrgeizige Bat die Küstenbewohner gegen Ford auf, der dort gegen den Sittenverfall ankämpft.
Seinen Verdienst investiert Bat in eine eigene Bar, die elegant genug ist, um Leute der Gesellschaft anzuziehen. Daley ist Fords Kampagne überdrüssig und plant, ihn zu töten. Als sie von dem Plan erfährt, bittet die Zeitungsherausgeberin Jean Barrat Bat, den Mord zu verhindern. Aus Respekt für Ford und aus Liebe zu Jean tut er das. Obwohl Jean Bats Liebe erwidert, hat sie das Gefühl, dass sie durch ihre unterschiedlichen Einstellungen gegenüber der Barbary Coast getrennt sind. In dem Bemühen, die Leute der Gesellschaft von den Vergnügungsvierteln wegzulocken, bringt Richter Crawford eine Operngesellschaft in die Stadt. Bat verteilt Karten an alle, die an der Küste arbeiten. In der Oper beleidigt Crawford Morra, der ihn daraufhin tötet. Ford erklärt daraufhin, seinen Kampf gegen Laster und Verbrechen wieder aufzunehmen und wird von Daley getötet. Empört über die Morde veröffentlicht Jean einen Leitartikel, in dem sie zur Organisation von Bürgerwehren aufruft. Die Bürgerwehren hängen Morra und Daley und ziehen dann weiter zur Küste, wobei sie auf ihrem Weg Gebäude niederbrennen. Der Mob verhaftet Bat und beabsichtigt, ihn zu hängen, bis Jean leidenschaftlich um sein Leben fleht. Von ihren Argumenten bewegt, stimmt die Menge zu, Bat auf Bewährung in Jeans Gewahrsam zu entlassen.

## Hintergrund
Gedreht wurde der Film ab dem 7. August 1935 in den Warner-Studios in Burbank.
John Hughes oblag die künstlerische Leitung. Orry-Kelly war für das Kostümbild zuständig. Jack Sullivan arbeitete als Regieassistent. Musikalischer Direktor war Leo F. Forbstein.

## Veröffentlichung
Die Premiere des Films fand am 30. November 1935 statt. 1937 kam er in Österreich in die Kinos. In der Bundesrepublik Deutschland wurde er am 11. Juni 1996 im deutschen Fernsehen ausgestrahlt.

## Kritiken
Der Filmkritiken-Aggregator Rotten Tomatoes hat in einer Auswertung von über 5.000 User-Kritiken ein Publikumsergebnis von 29 Prozent positiver Bewertungen ermittelt.
Die zeitgenössische Kritik fiel gemischt aus. Andre Sennwald schrieb in der The New York Times, James Cagney sei ein faszinierender Schlingel und seine Erfolge seien gesund, männlich und bewundernswert. Als die Autoren ihn dem regenerierenden Einfluss von Margaret Lindsay aussetzen, wird „Frisco Kid“ bitter. Diese Kompromissbereitschaft raube dem Film die harte, treibende Wirkung, die er hätte haben können, wenn man Mr. Cagney erlaubt hätte, sich in den Schlussszenen charakteristisch zu verhalten. Aber der Großteil von „Frisco Kid“ sei ausgezeichnet, Lloyd Bacon habe mit beiden Fäusten Regie geführt. Die Variety bemerkte eine auffällige Ähnlichkeit mit dem zur gleichen Zeit von Universal Pictures produzierten Werk San Francisco im Goldfieber, sah in dem Film dennoch gute Unterhaltung. Auch Meyer Levin zog im Magazin Esquire einen Vergleich mit dem Universal-Film heran. Für ihn war die Warner-Produktion jedoch härter und reichhaltiger.
Das Lexikon des internationalen Films schrieb: „Ein Einblick in die „wilden Jahre“ Amerikas, getragen von einem guten Darsteller, der einmal mehr in die Rolle des rauhen Burschen mit Herz schlüpft.“
Die Filmzeitschrift Cinema befand: „Anspruchsloser Gangsterfilm, wie es ihn in den 30ern zu hunderten gab.“